# Guilty as Sin (Girlschool)
Guilty as Sin è il tredicesimo album in studio della band britannica delle Girlschool, pubblicato il 15 novembre 2015. Si tratta del primo album contenente materiale originale dopo Legacy del 2008 e dell'ultimo di Enid Williams come bassista e come uno dei cantanti, poiché ha lasciato definitivamente il gruppo nel 2019.

## Tracce
1. Come the Revolution (Enid Williams/Jackie Chambers)
2. Take It Like a Band (Chambers/Kim McAuliffe)
3. Guilty as Sin (McAuliffe/Chambers)
4. Treasure (Williams)
5. Awkward Position (McAuliffe/Chambers)
6. Staying Alive (cover dei Bee Gees) (Barry Gibb/Robin Gibb/Maurice Gibb)
7. Perfect Storm (Chambers/Williams)
8. Painful (Chambers/McAuliffe)
9. Night Before (McAuliffe/Chambers/Dufort)
10. Everybody Loves (Saturday Night) (musica tradizionale)
11. Coming Your Way (Williams/Chambers/McAuliffe)
12. Tonight (Williams/McAuliffe/Kelly Johnson/Dufort)

## Formazione
- Kim McAuliffe - voce, chitarra ritmica
- Enid Williams - voce, basso
- Jackie Chambers - chitarra solista, cori
- Denise Dufort - batteria